# Peripețiile lui Juha
Juha este un personaj ce apare în literatura populară arabă, dar care are corespondent și la nivelul culturilor altor popoare: turcă, persană, azeră, sârbă, italiană, hindusă, greacă, bulgară, bosniacă, albaneză, română. În folclorul popoarelor turcice și iraniene,Juha este întâlnit sub următoarele adaptări: Nastratin Hogea, Efendi, Molla. În literatura română, este cunoscut cu numele de Păcală.

## Originea și răspândirea numelui
Se pare că originea lui Juha provine dintr-un personaj istoric, Duğayn bin Tābit al Fazāri, cunoscut și ca Abū l-Gusn, un tābi'ī, un transmițător de hadīt-uri , care ar fi trăit în zorii civilizației arabo-islamice, la Basra și Kufa, în sudul Irakului.
Fiecare peripeție prin care trece Juha ori fiecare snoavă spusă de el se reflectă în viața cotidiană a fiecărui om. Juha apare ca un personaj omniscient și omniprezent, motiv pentru care, indiferent de denumirile pe care le poartă, el întruchipează în toate variantele trăsăturile aceluiași personaj: pe cât de naiv, pe atât de înțelept, pe cât de hazliu, pe atât de profund, pe cât de năzdrăvan, pe atât de plin de învățături.      

## ”Peripețiile lui Juha Năzdrăvanul”
”Peripețiile lui Juha Năzdrăvanul” reprezintă o selecție de texte traduse din limba arabă de către Gabriel Bițună în care Juha apare în mai multe ipostaze: de om liber, de cadiu, imam, învățător, negustor sau drumeț, în ciuda faptului că acesta fusese poreclit de către contemporanii săi Ğuhā, cuvânt pus în legătură cu ğahwa, având înțelesul de ”bufon”, ”arlechin”, ”măscărici”. În Postfața cărții, profesorul George Grigore scrie că "primele povestiri cu Juha au apărut în secolul al VII-lea și erau relatate de 'Aslam, un apropiat al califului 'Umar bin al-Hattāb (cca. 586/590-644)". 
În spațiul românesc, Anton Pann transpune în versuri isprăvile lui Nastratin Hogea (în turcă Nasrettin Hoca). Peripețiile sale se regăsesc și în traducerea din limba persană unde ”personajul Nastratin Hogea și povestirile sale sunt reprezentative pentru curentul sufi din religia islamică, un curent care susține apropierea de Dumnezeu, mai degrabă prin dragoste decăt prin dogmă, așa cum promovează clerul”.  
Odată cu traducerile snoavelor lui Nastratin Hogea din turcă în arabă și ale lui Juha din arabă în turcă, cele două personaje aproape se confundă, împrumutând același tip de umor, care de-a lungul timpului și-a găsit continue îmbunătățiri în caravanseraiurile de pe drumurile Orientului. 
Pus mereu pe șotii sau aflat în cele mai stranii ipostaze, Juha este un personaj hazliu și aventurier și, totodată un apărător al dreptății, al faptelor bune, al oamenilor nevoiași. Juha devine, astfel, un izvor de pilde și de înțelepciune. 
Cuvinte precum sultan, moschee, turban, emir, Mecca, giubea, Nakir și Munkir, hammām, salāt și altele, care fac parte din registrul terminologic musulman, călăuzesc cititorul, prin intermediul peripețiilor lui Juha, în fascinanta lume a spațiului arabo-islamic, oferindu-i prilejul de a cunoaște din înțelepciunea arabă, din filosofia populară. Identitatea de personaj arab a lui Juha este dată de înfățișarea și vestimentația sa :”Purtându-și cu mândrie turbanul uriaș, giubeaua și caftanul, mereu pe drumuri, călare pe măgarul său de care pare a fi mai atașat decât de soția sa ori de propriul fiu, el nu ratează nici o ocazie de a atrage atenția celor din jur prin ceea ce face sau spune, nu se teme de nimic și reușește să născocească cele mai neașteptate replici în nenumăratele situații, de cele mai multe ori dificile, în care se găsește.”.
Câteva titluri sugestive din carte arată complexitatea temelor și situațiilor de viață pe care le ilustrează peripețiile lui Juha; de pildă: ”Bărbatul căreia i se dă ascultare”, ”Ia tu banii, preacinstite cadiu!”, ”Giubeaua bețivanului”, ”Predica lui Juha”, ”Emirul poet”, ”Moș Juha și nevasta lui”, ”Juha, prietenul lui Dumnezeu”.